# Elezioni del Senato degli Stati Uniti d'America in California del 1976
Le elezioni del Senato degli Stati Uniti d'America in California del 1976 si tennero il 2 novembre 1976. Il senatore John Tunney, candidato democratico, correva per la rielezione ad un secondo mandato, ma fu sconfitto dal repubblicano Sam Hayakawa.

## Risultati
| Candidati      | Partiti                    | Voti      | %     |
| -------------- | -------------------------- | --------- | ----- |
| S. I. Hayakawa | Repubblicano               | 3.748.973 | 50,12 |
| John V. Tunney | Democratico                | 3.502.862 | 46,89 |
| David Wald     | Peace and Freedom Party    | 104.383   | 1.40  |
| Jack McCoy     | American Independent Party | 82.739    | 1,11  |
| Omari Musa     | Indipendente               | 31.629    | 0,42  |
| Totale         | Totale                     | 7.470.586 |       |